# Igre gladi (2012.)
Igre gladi (eng. The Hunger Games) je distopijska znanstvenofantastična pustolovna akcijska drama koju je režirao Gary Ross, a bazirana je na istoimenom romanu Igre gladi, koji je napisala Suzanne Collins. Glavne uloge tumače Jennifer Lawrence, Josh Hutcherson, Liam Hemsworth i Woody Harrelson. FIlm govori o apokaliptičnoj budućnosti, u kojoj će nakon Trećeg svjetskog rata na ruševinama SAD-a izrasti nova država Panem, gdje se djevojčice i dječaci od 12 do 18 godina moraju natjecati na Igrama gladi u areni ubijajući se dok ne preostane samo jedan posvećenik koji postaje pobjednik i junak države. 
Filmski studio Lions Gate Entertainment započeo je snimanje filma 2009. godine u koprodukciji s američkim studijem Color Force. Suzanne Collins, prema čijoj knjizi je napisan scenarij za film, bila je glavna scenaristica zajedno s Rayom i Rossom. Veća uloga Seneca Cranea  je još dodatno poboljšalja scenarij i približilo ga više publici, dodajući više akcije i drame u ključne trenutke filma. Izbori za glavne likove bili su otvoreni između ožujka i svibnja 2011. Izrada fotografija i fotografskih elemenata započela je u svibnju, a završila u rujnu 2011, uz snimanje u Sjevernoj Karolini. Za razliku od digitalnih filmova, ovaj film je u cijelosti, unatoč računalnim elementima, snimljen na vrpci.
Film je u francuska kina stigao 21. ožujka 2012. a u američka 23. ožujka 2012. Istih dana stigao je i digitalne IMAX kinodvorane. U Japanu se počeo prikazivati 28. rujna. Nakon premijere postavio je rekord u zaradi tijekom prvog tjedna prikazivanja ostvarivši prihode od 67,3 milijuna američkih dolara. Ubrojviši i sljedeći vikend film je u prva dva tjedna prikazivanja zaradio 152,5 milijuna $ i time bio treći najviše-rastući film u Sjevernoj Americi. Prvi je film nakon Avatara koji je tijekom četiri tjedna držao prvo mjesto u box office prodaji.

## Radnja
U ruševinama nekadašnje Sjeverne Amerike, zemlja Panem nasumično izabire jednog dječaka i djevojku između 12 i 18 godina iz svakog od 12 okruga da riskiraju živote u Igrama gladi, nemilosrdnom natjecanju u kojem svaki natjecatelj, posvećenik, pokušava ubiti ostale dok ne ostane jedan pobjednik. Pobjednik osvaja čast, darove i dovoljno hrane da se ne mora više nikad brinuti. Igre, koje pružaju zabavu građanima Kapitola, godišnji su podsjetnik stanovnicima svih okruga na neuspješni ustanak 13. okruga prije 74 godine, koji je tada uništen.
U okrugu 12, šesnaestogodišnja Katniss Everdeen (Jennifer Lawrence) brine se za majku i sestru Primrose "Prim" (Willow Shields) otkad im je otac umro u rudarskoj nesreći kad je imala 11 godina. Od 12. godine ona je više nego jednom stavila svoje ime u kutiju za izvlačenje posvećenika, osvajajući time pravo na dodatno žito i ulje za svoju obitelj. Usto, Katniss nezakonito lovila hranu u šumi izvan okruga 12 sa svojim prijateljem Galeom (Liam Hemsworth), čiji je otac umro u istoj nesreći kao i Katnissin, i koji jednako brine za svoju obitelj.
Prim, sada s napunjenih 12 godina, prvi put ima svoje ime u "žetvi", izvlačenju za Igre gladi, te nju izabiru kao posvećenicu, da se natječe u Igrama. Očajna Katniss se dobrovoljno javi kako bi zamijenila sestru, s time ulazeči u natjecanje protiv drugih posvećenika, uključujući i posvećenike iz prva dva okruga (tzv. karijerci - eng. Careers), jedina odana Kapitolu, koji se za Igre pripremaju cijeloga života. Natječe se s Peetom Mellarkom (Josh Hutcherson), muškim izabranikom iz okruga 12, koji je potajno zaljubljen u Katniss od djetinjstva. Haymitch Abernathy (Woody Harrelson), pijanac i jedini pobjednik iz okruga 12 mentor je Katniss i Peeti Mellarku prije Igara gladi. Tijekom priprema u Kapitolu, Haymitch im stalno ponavlja važnost privlačenja sponzora, jer oni mogu slati paketiće hrane i potrebne resurse tijekom Igara. Tijekom televizijskog intervjua, Peeta javno priznaje svoju ljubav prema Katniss, što ona isprva shvati kao njegov pokušaj da za sebe pridobije sponzore. S vremenom uviđa kako bi im to oboma moglo biti od pomoći. Posvećenici kroz par dana uče nove vještine. Katniss proučava izabranike iz prva dva okruga: Marvela (Jack Quaid), Glimmer (Leven Rambin), Catoa (Alexander Ludwig), i Clove (Isabelle Fuhrman).
Na početku samih Igara, Katniss ignorira Haymitchev savjet da pri početku bježi što dalje od Roga obilja (središta arene) gdje su mnogobrojna pomagala, oružja i hrana. Clove ju zamalo ubija; od 24 posvećenika, prvoga dana preživljava njih 11. Katniss se pokušava što više udaljiti od drugih igrača, no približi se rubu arene, pa glavni Igrotvorac Seneca Crane (Wes Bentley) započne šumsku vatru koja Katniss potjera natrag prema srcu arene. Naleti na karijerce, s kojima se Peeta udružio, i penje se na stablo kako bi im umakla. Karijerci ju pokušaju ubiti, no ne uspijevaju, pa im Peeta predlaže da ju pričekaju dok ne siđe. Sljedeće jutro, kod karijerci i Peeta spavaju, Katniss primijeti Rue (Amandla Stenberg), mladu posvećenicu 11. okruga, kako se skriva na obližnjem drvetu. Rue joj pokaže košnicu genetički prilagođenih osa koje uzrokuju halucinacije i smrt. Koristeći pilasti nož, odreže granu na kojoj je osinje gnijezdo, te ono padne na karijerce. Peeta, Marvel, Cato, i Clove uspiju pobjeći, dok Glimmer zbog osinjeg otrova umire. Katniss biva ubodena, i postaje dezorijentirana te zbog otrova počinje halucinirati kako joj otac ponovno umire. Rue joj povija rane i pomaže joj oporaviti se od otrova, te postanu prijateljice.
Katniss smisli plan kako uništiti zalihu resursa koju su si karijeci sakupili. Katnissin plan uspije, pa Cato u ljutnji ubije dečka iz trećeg okuga, jer je on ostavio mine osjetljive na pritisak oko resursa, koje je Katniss raznijela, uništivši time i resurse. Katniss otkrije kako je Rue uhvaćena u zamku, te ju oslobodi. Pojavi se Marvel, baci koplje na Katniss, no ono pogodi Rue u trbuh, fatalno ju ozlijeđujući, na što Katniss ubije Marvela lukom i strijelom. Katniss tješi Rue pjesmom, a nakon što Rue umre, Katniss joj radi predivan grob od cvijeća. Zatim u zrak podigne tri prsta - pozdrav u 12. okrugu - počast Rue i okrugu 11 i simbol gađenja Kapitolom, što ljuti Kapitol. Stanovnici okruga 11 dižu bunu, što natjera predsjednika Snowa (Donald Sutherland) da upozori Cranea da se igre ne odigravaju kako bi trebale. Haymitch uvjerava Cranea da dopusti dva pobjednika ako su iz istog okruga, uvjeravajući ga da će to smiriti nemire. Kada se promjena u pravilima objavi, Katniss traži Peetu. Nađe ga ozlijeđenog nakon bijega od karijeraca.
Nakon što ga odvede na sigurno, posvećenici su obaviješteni da će sutradan ono što svaki od njih treba biti kod Roga obilja. Katniss odlazi po lijek za Peetu. Clove ju napada i svladava; zatim se krene hvaliti kako je ona pomogla ubiti Rue. Katniss spašava Thresh (Dayo Okeniyi), muški posvećenik okruga 11, koji ubija Clove i osvećuje Rue. Poštedi Katniss — samo ovaj put  — zbog Rue. Lijek izliječi Peetu. 
Dok lovi hranu, Katniss čuje pucanj topa - koji označava smrt posvećenika - otrči pronaći Peetu, te je zaprepaštena kad nađe otrovne bobice biljke slične bunici (Nightlock) na njegovoj jakni. Peeta nije mrtav, no otkrije se kako je Foxface (Jacqueline Emerson), ženska posvećenica okruga 5, uzela bobice, pojela ih, i umrla. Za finale Igara, Crane u arenu pušta divlje zvijeri, koje ubiju Thresh. Zvijeri natjeraju Katniss i Peetu da se popnu na Rog obilja, gdje se Cato skriva. Katniss ubije Catoa. Katniss i Peeta misle kako su pobijedili, no Crane povuče promjenu pravila; pobjednik može biti samo jedan. Katniss uvjeri Peetu da oboje pojedu bobice i počine samoubojstvo, što natjera Igrotvorce da ih oboje proglase pobjednicima 74-ih Igara gladi. 
Haymitch upozorava Katniss da je stekla mnoge neprijatelje svojim činovima neposluha. Snow zatvori Cranea u sobu koja sadrži samo bobice otrovne biljke, što Craneu ostavlja dva izbora: počiniti samoubojstvo jedenjem bobica, ili izgladnjeti do smrti. Katniss potiče Peetu da zaboravi sve što se između njih dogodilo u Igrama, što njega razara.

## Glumačka postava
- Jennifer Lawrence kao Katniss Everdeen[9]
- Josh Hutcherson kao Peeta Mellark[10]
- Woody Harrelson kao Haymitch Abernathy[11]
- Willow Shields kao Primrose Everdeen[12]
- Liam Hemsworth kao Gale Hawthorne[10]
- Elizabeth Banks kao Effie Trinket[13]
- Lenny Kravitz kao Cinna[14]
- Paula Malcomson kao Gđa Everdeen[15]
- Amandla Stenberg kao Rue[16]
- Alexander Ludwig kao Cato[17]
- Dayo Okeniyi kao Thresh[16]
- Isabelle Fuhrman kao Clove[17]
- Jacqueline Emerson kao Foxface[18]
- Leven Rambin kao Glimmer[19]
- Jack Quaid kao Marvel[19]
- Donald Sutherland kao predsjednik Snow[20]
- Stanley Tucci kao Caesar Flickerman[21]
- Wes Bentley kao Seneca Crane[22]
- Latarsha Rose kao Portia[23]

## Produkcija
U ožujku 2009. Lions Gate Entertainment je ušao u koprodukciju s Ninom Jacobson i studijem Color Force, koji je od Suzanne Collins otkupio prava na roman 5 tjedana prije sklapanja ugovora o koprodukciji, vrijednog oko 200.000 američkih dolara.  Alli Shearmur i Jim Miller, predsjednik i dopredsjednik podružnice Lionsgatea Motion Picture Production, ovaj su dogovor opisali kao "nevjerojatan uspjeh... nova šansa da Lionsgate ponovno dovedemo kći gdje i pripada." Studio je, koji nije ostvario dobit tijekom posljednjih pet godina, pozajmio je novac i prodao dio nepotrebne opreme kako bi uložio u film s budžetom od 88.000.000 dolara, kao najvećim ikad s kojim su radili. Agent Suzanne Collins primijetio je da "Lionsgate ulaže velike nade u uspjeh filma", primijetivši kako još samo treba osigurati dobro oglašavanje. Lionsgate je najavio da će snimanje filma u Sjevernoj Karolini koštati 88 milijuna dolara, ali se nakon snimanja pokazalo da su ukupni troškovi snimanja iznosili 78 milijuna dolara, što iznosi uštedu od 10 milijuna dolara.

 
Collins je scenarij napisala uglavnom na temelju svoje knjige, u suradnji s Billijem Rayom i Garijem Rossom. Zajedno su nastojali da radnja filma bude što vjernija onoj u romanu, a vodili su se i Rossovim riječima "jedino ćemo osjećati da je film uspješno prenio poruku romana na kojem se temelji, tek onda kada mu dodamo svoju subjektivnost", naglašavajući tako da je bolje da nema pripovjedača, već da Katniss Everdeen pripovjeda u prvom licu i prezentu. Umjetsno da glavna junakinja govori u međunarodnom tonu, kako se u početku htjelo i napraviti, odlučeno je da će se film temeljiti upravo na njezinoj životnoj priči, a diplomacija i politika karakeriziraju neke druge likove, kao npr. glavnog igrotvorca Senece Cranea. Takav obrat Ross je objasnio riječima: 
 Nakon ove izjave, Ross je nadodao i nekoliko manjih scena između predsjednik Snowa i njegovih odanih slugu, kao i glavnog igrotvorca Senece, "kako bi prikazao tzv. zakulisne političke igre, u kojima je cilj ostvariti moć nad ljudima, i potom ih materijalno i psihološki iscrpljivati. To je zapravo pravi prikaz političke napetosti, u kojoj je dovoljan samo jedan mali čovjek koji misli drugačije da bi se bogataši i vlastodršci uznemirili."
Budući da se veliki dio radnje romana odvija u šumi, ona je postala svojevrstan simbol otpora protiv diktatorskog Kapitola. Tu je i ptica Šojka rugalica, koja je primjer poslovice "Sve se vraća, sve se plaća." Naime, kako bi spriječili ili u slučaju nove pobune odmah intervenirali, Kapitol je dao izraditi genetski modificiranu Šojku rgalicu, 
pticu koja je sve što je čula zapamtila i prenijela osobi od koje je poslana u izvidnicu. No, nakon nekog vremena seljaci su shvatili o čemu se radi i situaciju su okrenuli u svoju korist. Dajući krive informacije pticama i najavljujući "lažne pobune", Kapitol je, osramoćen i ekonomski iscrpljen, odustao od tog projekta. Uvidjevši veliku povezanost šume i Katnnis, i Collins je pristala na to da se radnja tijekom Igara, ali i prije i poslije njih, većim dijelom odvija u njoj. Budući da je šuma u Areni Igara gladi bila puna GMO biljaka i životinja i pomalo nestvarnih krajolika, Ross je zajedno sa stručnjakinjom za vizualne i svjetlosne efekte, Sheenom Duggal, radio na samom izgledu arene i sadržaju u njoj. Mnogi su ih kasnije pitali zbog čega se na kraju filma pojavljuju puma i životinjski mutanti, Ross je samo rekao da su "te životinje krajnja kulminacija na Igrama, i da je pravi uspjeh što smo uspjeli ih ostvariti na onaj način kako je to i u knjizi zamislila naša kolegica, Suzanne Collins.

## Dodjela uloga
Lionsgate su potvrdili u ožujku 2011. da se oko 30 glumica natjecalo za ulogu Katniss, uključujući Hailee Steinfeld, Abigail Breslin, Emma Roberts, Saoirse Ronan, Chloë Moretz, Lyndsy Fonseca, Emily Browning, Shailene Woodley i Kaya Scodelario. Prema The Hollywood Reporter, glumci koji su željeli ulogu Peetae osim Hutchersona su Alexander Ludwig (koji je dobio ulogu Catoa), Hunter Parrish, Lucas Till i Evan Peters. Drugi glumci koji su htjeli ulogu Galea su David Henrie, Drew Roy i Robbie Amell. U travnju 2011., John C. Reilly je pregovarao s Lionsgateom za ulogu Haymitcha Abernathyja. Idući mjesec, iz Lionsgatea su objavili da su ulogu dodijelili Woodyju Harrelsonu.

## Produkcija
Lionsgate Entertainment su stekli svjetska distribucijska prava u ožujku 2009. Collins je osobno napisala scenarij , a njezin je scenarij doradio scenarist Billy Ray. Collins očekuje da će film imati ocjenu PG-13 (nije za mlađe od 13 godina i uz pratnju roditelja).
Gary Ross je postao direktor u studenom 2010. 	Iako je početni budžet trebao biti 75 milijuna USD, film će imati budžet od skoro 100 milijuna USD.
Lawrence je obojala kosu u smeđe za ulogu Katniss. Ujedno je prošla trening kako bi došla u formu za ulogu, uključujući streljaštvo, penjanje po kamenju i drveću, borbu, trčanje, padanje naprijed i yogu.
16. studenog 2011. izašla je reklama za film.

## Glazba

### Soundtrack
Prvi singl sa soundtracka filma Safe & Sound od Taylor Swift pušten je 23. prosinca 2011. Na ljestvicama iTunesa je u 12 sati došao na prvo mjesto. Soundtrack će još izvoditi i glazbenici The Decemberists, Win Butler,  Regine Chassagne iz Arcade Fire, kao i glavna glumica Jennifer Lawrence koja će pjevati "Uspavanku za Rue".

## Nastavak
Dana 8. kolovoza 2011., Lionsgate je rekao da će filmska adaptacija drugog romana (Igre gladi: Plamen) biti puštena 22. studenog 2013. Nastavak će režirati Francis Lawrence. 6. svibnja 2012. izvješteno je da je Michael Arndt razgovarao o nadopunjavanju scenarija za drugi nastavak. 24. svibnja 2012. Arndt je i potpisao ugovor za scenarista. Drugi nastavak Igre gladi - Plamen počeo je sa snimanjem 10. rujna 2012. i završio 21. prosinca 2012. Premijera filma prikazana je u Londonu 11. studenog 2013., dva tjedna prije premijere u SAD-u 22. studenog 2013.

## Vanjske poveznice
- Službena internetska stranica
- Igre gladi u internetskoj bazi filmova IMDb-a
- Igre gladi na AllMovie
- Igre gladi na Box Office Mojo
- Igre gladi na Rotten Tomatoes
- Igre gladi na Metacritic